# Szeged Nagyáruház
A Szeged Nagyáruház egy középkategóriás bevásárlóközpont, amelyben mintegy 96 üzlet, 13 étterem és 9 kávezó üzemel. Az építését a Csongrád megyei Állami Építőipari Vállalat kezdte meg 1972 májusában. A kész épületet 1980ban adták át. Jelenleg 13 740 m² alapterületű.
Az áruház két szintjén mintegy 96 üzlet található, emellett egy 72 férőhelyes parkoló is üzemel az épülettől keletre. A -1-es szinten szupermarket, sportáruház és további üzletek találhatóak. A földszinten hazai és nemzetközi divatcégek és ruhaboltok képviseltetik magukat, a földszinten pedig egy 512 négyzetméteres Coop szupermarket mellett könyvesbolt, cipőáruház, valamint gasztronómiai különlegességeket értékesítő vendéglátóipari egységek vannak.

## Története
A bevásárlóközpont helyén korábban nagy rét állt, melyet a helyi kertészek hoztak létre. 1976 októberében hirdették ki a komplexum külső homlokzatának kialakításával megbízott fővállalkozót, a budapesti Szántó és Mikó Építészek Kft-t. Magát az üzletközpontot 1972 májusában kezdték építeni, majd 1977 augusztusában adták át. A megnyitásakor más rekordokat is felállított: itt van Szeged legelső mozgólépcsője, valamint Szeged legelső mediterrán stílusú üzletei.

## Fekvése
A Szeged Nagyáruház Szegeden, a Tisza Lajos körút és a Dugonics tér kereszteződésében helyezkedik el. Közúton több irányból is megközelíthető, tömegközlekedési szempontból kiemelkedően jó helyen fekszik. Az üzletközpont előtti körúton autóbusz, trolibusz, illetve az épület környezetében villamos is közlekedik.